# KK Vinkovci
KK Vinkovci je hrvatski košarkaški klub iz Vinkovaca.

## Povijest
KK Vinkovci je košarkaški klub iz Vinkovaca a osnovan je 8. listopada 1963. godine. U svojoj povijesti klub je nekoliko puta mijenjao ime - Vinkovci, KK Dinamo, KK Telecomp, a danas egzistira pod prvotnim imenom KK Vinkovci. Prvi naziv promijenjen je u Dinamo, zatim u Telecomp, a nakon gašenja kluba koji je financijski bio usko vezan uz propalu banku iz Vinkovaca, košarka se u gradu na Bosutu organizirano igra pod prvotnim imenom. Klub danas svoje domaće utakmice igra u Košarkaškom domu "Lenije" u Vinkovcima. Najveći uspjesi kluba ostvareni su devedesetih godina 20. stoljeća kada je klub igrao jako dobro i bilježio povijesne uspjehe.

### KK Dinamo Vinkovci
Ime KK Dinamo Vinkovci klub nosi do 1996. godine. Za vrijeme SFRJ klub je egzistirao u nižim ligama, a nakon osamostaljenja Hrvatske klub igra 2. HKL (2. Hrvatska košarkaška liga) ili kako se još naziva A-2 liga. U tome natjecanju klub nastupa sve do 1995. godine kada u sezoni 1994./95. 2. HKL klub ostvaruje ulazak u 1. HKL. U svojoj prvoj sezoni u 1. HKL klub zauzima sedmo mjesto s 41 bodom i s 13 pobjeda i 15 poraza. Klub igra i četvrtzavršnicu Hrvatskoga kupa protiv jake zagrebačke Cibone te u dvije utakmice gubi. Prva utakmica završila je pobjedom Cibone sa 73:63, a u drugoj je pobjedu odnijela momčad KK Dinama Vinkovci rezultatom 48:45 ali ta pobjeda Dinamu nije donijela plasman na završni turnir u Rijeku. Te sezone klub ostvaruje povijesni plasman u međunarodno natjecanje, točnije u FIBA-in Kup Radivoja Koraća. 1996. godine klub mjenja ime u KK Telecomp. 

### KK Telecomp Vinkovci
1996. klub mjenja ime iz KK Dinamo u KK Telecomp. Tih godina klub igra jako dobro i bilježi najveće uspjehe u svojoj povijesti u razdoblju od 1995. do 1999. godine. U prvoj sezoni (sezona 1996./97.) pod imenom KK Telecomp klub u prvenstvu dijeli 9. i 10. mjesto sa Šibenikom koji je imao 30 bodova. Zanimljivo je da je klubu nedostajala samo jedna pobjeda do plasmana u doigravanje u kojem je te sezone bilo 8 momčadi. Također te sezone klub igra četvrtzavršnicu kupa protiv Croatia Osiguranje Splita od kojeg gubi u dvije utakmice, a Croatia Osiguranje Split je kasnije osvojio to natjecanje. Sljedeće sezone 1997./98. klub ponovo dijeli mjesto sa Šibenikom ovaj puta 10. i 11. i s 35 bodova. Klub ponovno igra četvrtzavršnicu kupa i ponovno protiv Splita. Split je ukupno bio bolji u dva susreta s pobjedama od 81:77 i 81:67. Sljedeće sezone, 1998./99., klub završava na 11. mjestu s 24 boda (3 pobjede 19 poraza). U kupu klub ispada u 1. krugu (osmina završnice)od Benstona iz Zagreba. To je ujedno i zadnja sezona KK Telecompa u 1. HKL, ali i zadnja sezona kluba pod tim imenom.

### KK Vinkovci
Na kraju sezone 1998./99. uprava kluba odlučuje se na promjenu imena kluba u KK Vinkovci te kako će se zbog loše financijske situacije klub od sljedeće sezone natjecati u B-1 Hrvatskoj košarkaškoj ligi. Tako je klub završio veliki period uspjeha. Jednim od glavnih razloga odlaska u niži razred natjecanja je propadanje banke iz Vinkovaca koja je financijski bila usko povezana s radom kluba. Danas je KK Vinkovci stabilan član A-2 Hrvatske košarkaške lige. Pri klubu i dalje djeluje omladinska škola čiji se broj polaznika znatno smanjio u posljednjih nekoliko godina, ali unatoč tomu svi uzrasti su konkurentni u svom razredu natjecanja.
Sezonu 2012./13. A-2 lige klub je završio na 2. mjestu iza Belišća te je bio blizu odlaska u kvalifikacije za A-1 ligu. Sezonu 2013./14. klub je završio na 11. mjestu A-2 lige-Istok osvojivši 21 bod u 22 utakmice.

## Klub u međunarodnim natjecanjima
Sezone 1996./97. ostvaren je najveći uspjeh u povijesti kluba igranjem u šesnaestini završnice kupa Radivoja Koraća. Igranje u skupnoj fazi toga natjecanja ostat će upamćeno po tome što je u Lenijama gostovala jaka Španjolska TAU Ceramica, ali i po spuštanju helikoptera u blizini dvorane i bučnom navijanju u Lenijama belgijskih “Unproforaca” koji su došli podržati Pepinster. Skupnu fazu Telecomp je okončao s omjerom od 2 pobjede i 4 poraza u 6 susreta, istim kao što su imali Royal go pass B-Pepinster i Nikol Fert Gostivar, ali je klub iz Vinkovaca zbog bolje koš razlike završio na 2. mjestu skupine E koje vodi u drugi krug natjecanja. Prvo mjesto te skupine osvojila je TAU Ceramica sa šest pobjeda iz šest susreta. Obje pobjede iz skupne faze ostvarene su u Košarkaškom domu "Lenije" u Vinkovcima. Prvu europsku utakmicu KK Telecomp odigrao je u Španjolskoj u gradu Vitoriji, 2. listopada 1996. godine, protiv TAU Ceramice. Rezultat je bio 90:62 u korist TAU Ceramice, a najbolji su bili Keneth Anthony Green (21 poen, 8 skokova, 1 asistencija i 2 ukradene lopte) kod TAU-a i William M. Gillis (16 poena, 9 skokova) kod Telecompa. U svom drugom susretu igranom u Vinkovcima u Košarkaškom domu "Lenije", 9. listopada 1996. godine, KK Telecomp igrao je protiv makedonskoga Nikol Fert Gostivara te je ubilježio svoju prvu pobjedu rezultatom 66:48. Kod KK Telecompa najbolji je bio William M. Gillis s 18 poena i 10 skokova, a kod Nikol Fert Gostivara najbolji je bio Ranko Popivoda s 22 poena i 7 skokova. Svoju treću utakmicu KK Telecomp igrao je 16. listopada 1996. godine u Belgiji protiv Royal go pass B-Pepinstera. Rezultat je bio 80:70 za domaćina. Kod Royal go pass B-Pepinstera najbolji je bio Artemus Romert McClary s 20 poena, 4 skoka, 2 asistencije i 2 ukradene lopte, dok je kod KK Telecompa najbolji bio Jadranko Smojver s 26 poena, 6 skokova, 1 asistencijom i 3 ukradene lopte. Četvrtu utakmicu KK Telecomp igrao je u Vinkovcima, 6. studenoga 1996.godine, protiv TAU Ceramice. Rezultat je bio 83:98 za goste iz Španjolske. Kod KK Telecompa najbolji je bio William M. Gillis s 22 poena i 7 skokova, dok je kod TAU-a najbolji bio Kenneth Anthony Green s 22 poena, 12 skokova i 4 ukradene lopte. Sljedeću utakmicu KK Telecomp igrao je u Makedoniji, 13. studenoga 1996. godine, protiv Nikol Fert Gostivara. Rezultat je bio 83:75 za Gostivar. Kod Nikol Ferta najbolji je bio Marjan Srbinoski s 23 poena i 7 skokova, a kod KK Telecompa najbolji je bio Jadranko Smojver s 31 poenom i 9 skokova. Svoju zadnju utakmicu u skupini odigrali su u Vinkovcima, 20. studenoga 1996. godine, pred 1.400 gledatelja, protiv Royal go pass B-Pepinstera. Rezultat je bio 84:73 za KK Telecomp koji je tako ostvario povijesnu pobjedu jer ih je ona odvela u sljedeći krug natjecanja. Nakon uspješne skupne faze klub je osigurao prolazak u sljedeći krug gdje su u šesnaestini završnice igrali protiv turskoga Meysu Spora. U prvom susretu, igranom 4. prosinca 1996. godine u Košarkaškom domu "Lenije" u Vinkovcima, pobjedu su odnijeli gosti iz Turske rezultatom 70:72. Meysu Spor je predvodio Turgay Cataloluk s 18 poena, 2 skoka i 1 ukradenom loptom, dok je kod KK Telecompa najbolji bio Sanjin Kalaica s 20 poena, 5 skokova, 4 asistencije i 3 ukradene lopte. Uzvratni susret, igran 11. prosinca 1996. godine u Turskoj, završen je rezultatom 62:63 u korist KK Telecompa, ali to nije bilo dovoljno za prolaz u sljedeću fazu natjecanja zbog domaćeg poraza KK Telecompa od 70:72, a zanimljivo je i to što su vinkovčani u zadnjoj sekundi zabili koš za pobjedu koji bi im bio dovoljan za prolaz u sljedeći krug. Unatoč tome što se uprava kluba žalila FIBA-i na odluku sudaca na kraju je žalba odbijena, ali bez obzira šesnaestina završnice Koraćeva kupa ostala je najveći uspjeh u povijesti kluba. 

## Poznati igrači
- Mario Kasun
- Nino Primorac
- Ivan Papac
- Sanjin Kalaica
- Vladimir Grebenar

## Unutarnje poveznice
- 1. HKL 1995./96.
- 1. HKL 1996./97.
- 1. HKL 1997./98.
- 1. HKL 1998./99.
- Košarkaški Kup Hrvatske 1995./96.
- Kup Krešimira Ćosića 1996./97.
- Kup Krešimira Ćosića 1997./98.
- Kup Krešimira Ćosića 1998./99.